# عباس عبدی
عبّاس عبدی (زادهٔ ۱ تیر ۱۳۳۵) فعال سیاسی-اجتماعی، پژوهشگر اجتماعی و روزنامه‌نگار اصلاح‌طلب ایرانی است. وی فارغ‌التحصیل رشته مهندسی پلیمر از دانشگاه امیرکبیر تهران است و از رهبران گروگان‌گیری در سفارت آمریکا در سال ۱۳۵۸ و عضو شورای سردبیری روزنامه‌های سلام و صبح امروز و عضو شورای مرکزی جبهه مشارکت ایران اسلامی بوده است. عضویت در هیئت هفت نفره فارس، بخش اطلاعات خارجی دفتر اطلاعات و تحقیقات نخست‌وزیری، مسئول دفتر پژوهش‌های اجتماعی در معاونت سیاسی دادستان کل کشور، معاون فرهنگی مرکز تحقیقات استراتژیک ریاست‌جمهوری و عضویت در انجمن صنفی روزنامه‌نگاران ایران از دیگر سوابق وی است.

## زندگی
عبّاس عبدی در ۱ تیر ۱۳۳۵ در تهران به دنیا آمد. وی در رشته مهندسی نساجی، از دانشگاه پلی‌تکنیک تهران فارغ‌التحصیل شد. او برای ادامهٔ تحصیل در رشته مهندسی پلیمر به دانشگاه امیرکبیر رفت. از فعالیت‌های وی می‌توان به مسئولیت معاونت فرهنگی مرکز تحقیقات استراتژیک ریاست‌جمهوری و عضویت در شورای سردبیری روزنامهٔ سلام اشاره کرد. عبدی از مؤسسان مؤسسهٔ پژوهشی آینده و عضو مؤسس جبهه مشارکت و سپس شورای مرکزی و دفتر سیاسی حزب و همچنین عضو هیئت مدیرهٔ انجمن صنفی روزنامه‌نگاران ایران بوده است.
او به همراه علی‌اصغر زحمتکش، سید محمد هاشمی اصفهانی، اکبر رفان، محمدرضا خاتمی، محسن امین‌زاده، رحمان دادمان، شمس‌الدین وهابی، وفا تابش، محمد نعیمی‌پور، حسین شیخ‌الاسلام و فروز رجایی‌فر عضو شورای بازو به عنوان یک شواری کناری و ارگان فکری و اجرایی دانشجویان پیرو خط امام محسوب می‌شد.

### گروگان‌گیری سفارت آمریکا
عبدی از دانشجویان پیرو خط امام بود که در جریان گروگان‌گیری در سفارت ایالات متحده آمریکا حضور داشت که به گروگان گرفتن ۴۴۴ روزه دیپلمات‌های آمریکایی در تهران و بحران در روابط بین ایران و آمریکا منجر شد.

#### دیدار با باری روزن
عبدی سال ۱۳۷۸ به دعوت سازمان آموزشی و تربیتی سازمان ملل (یونسکو) به پاریس رفت و در جریان سفر خود با «باری روزن» آخرین وابسته فرهنگی سفارت آمریکا در تهران که از گروگان‌های دانشجویان پیرو خط امام بود، دیدار کرد. روزنامه لوموند نوشت: «آشتی گروگان و گروگانگیر، باید اصلاحات سیاسی ایران را باور کرد.» باری روزن پس از این دیدار اعلام کرد که عباس عبدی از بابت گروگان‌گیری از او پوزش خواسته است؛ امّا عباس عبدی این موضوع را تکذیب کرد.

### بازجویی از عباس امیرانتظام
پس از اشغال سفارت آمریکا و گروگان‌گیری اعضای سفارت توسط دانشجویان مسلمان پیرو خط امام به رهبری بیطرف، میردامادی و اصغرزاده، دانشجویان پیرو خط امام اتهامات خود را به سمت عباس امیرانتظام نشانه رفتند و او که با فراخوان جعلی توسط خرازی معاون وقت وزیر خارجه به ایران بازمی‌گردد، توسط دانشجویان دستگیر شده و در خانه‌ای تحت نظر آنان نگهداری و بازجویی می‌شود.
عباس امیرانتظام در مصاحبه‌های خود و در کتاب آن سوی اتهام- خاطرات امیرانتظام بازجوی روزانهٔ نخستین خود را عباس عبدی دانسته که بنا به گفته‌اش با نفرتی تمام به او ناسزا می‌گفت. 
 عبدی این مطلب را تکذیب کرد و در مصاحبه‌ای مدّعی شد که «امیرانتظام وی را با شخصی به نام حسن عباسی که نامش نه مستعار بلکه واقعی است، اشتباه گرفته است.»
در آن نامه عباس عبدی به عنوان یکی از دانشجویان اشغال‌کنندهٔ سفارت آمریکا در تهران، با اشاره به رأی دادگاه دربارهٔ جرم جاسوسی امیرانتظام نوشت: «آقای امیرانتظام مرتکب جرمی شده که مجازات آن را باید تحمل کند.»

### بازداشت در سال ۱۳۷۳
وی در سال‌های دههٔ ۱۳۷۰ هنگامی که به عنوان سردبیر روزنامه سلام فعالیت می‌کرد، به‌دلیل درج خبر بیماری حسینعلی منتظری دستگیر و زندانی شد. او در سال ۱۳۷۳ نیز مدّتی توسط وزارت اطلاعات بازداشت شده بود.

### بازداشت در سال ۱۳۸۱
وی در آستانه سالگرد تصرف سفارت آمریکا توسط دانشجویان پیرو خط امام در ۱۲ آبان ۱۳۸۱ به اتهام جاسوسی به حکم سعید مرتضوی بازداشت شد. خانوادهٔ وی از جمله همسر و دخترش نیز در معرض اتهام قرار گرفتند. وی عضو هیئت مدیره مؤسسه پژوهشی آینده بود و در کنار سایر اعضای این مؤسسه از جمله دکتر حسین قاضیان و بهروز گرانپایه دستگیر شد.
با توجه به آنکه عبدی یکی از روزنامه‌نگاران و فعالان سیاسی برجسته اصلاح‌طلب به‌شمار می‌رفت و سابقهٔ زندان در سال‌های اوّل انقلاب ۵۷ را نیز داشت، اصلاح‌طلبان عمدتاً منتظر دفاعیه جدی او از خود در دادگاه همچون اکبر گنجی بودند ولی وی در دفاعیات خود گفت: «اگر اثبات شود که از این پژوهش‌ها ضررهایی متوجه جامعه شده باشد، به نسبت سهم خودم در جریان کار، مسئولیت آن را می‌پذیرم و درصدد جبران اشتباهات برخواهم آمد.» دادگاه نهایتاً وی را به اتهام فروش اطلاعات به خارج و تبلیغ علیه نظام، به ۸ سال زندان محکوم کرد. مؤسسه پژوهشی آینده به‌دلیل همکاری با مؤسسات پژوهشی غیرایرانی مؤسسه گالوپ، وی ام و زاگبی به جاسوسی متهم شد. عباسعلی علیزاده، رئیس کل دادگستری استان تهران، نیز گفت: «عبدی و قاضیان با دادگاه همکاری کردند و این همکاری در حکم آن‌ها لحاظ شده است، همکاری صمیمانه و خوبی داشتند.» دادگاه تجدیدنظر میزان محکومیت عبدی را ۵ و نیم سال کاهش داد.
بند موسوم به «د» پرونده که عبدی و همکارانش را متهم به نگهداری اسناد سری می‌کرد، همچنان مفتوح ماند. به گفتهٔ مقامات قضایی برخی مدیران دولت خاتمی نیز در این بخش متهم هستند و به گفتهٔ اصلاح‌طلبان مفتوح گذاردن این بخش و متهم کردن مدیران دولت خاتمی برای تداوم فشار بر اصلاح‌طلبان در سال‌های آخر دولت خاتمی بوده است.

#### تبرئه
عباس عبدی و حسین قاضیان پس از تحمل دو سال زندان در دیوان عالی کشور از اتهام جاسوسی و فروش اطلاعات به بیگانگان و تبلیغ علیه نظام جمهوری اسلامی تبرئه شدند.

#### ادّعای فشار و شکنجه در دوران حبس
یک سال پس از محکوم شدن عباس عبدی و قاضیان به زندان و پذیرش تمامی اتهامات در دادگاه، عباس عبدی طی نامه‌ای مراحل مختلف شکنجه و آزار در جریان بازجویی‌ها و متهم کردن اعضای خانوادهٔ وی را که به سرپرستی سعید مرتضوی قاضی پرونده و دادستان تهران روی داد و او را وادار به پذیرش اتهامات در دادگاه کردند، افشا کرد. وی در بخشی از این نامه می‌نویسد: «کلیه تعلق خاطرم را به حکومتی که سه دهه برایش فعالیت کردم، از دست داده‌ام که دیگر بخواهم برای اصلاحش انتقاد کنم.» وی در پایان نامه گفت که هنوز ناگفته‌های فراوانی پیرامون آنچه در زندان روی داده دارد. وی در این نامه تأکید کرد که بازجویان در مجموع رفتار مناسبی با او داشته‌اند ولی فشارها از جانب سعید مرتضوی دادستان تهران و قاضی پرونده بر وی وارد می‌شده است.
او نامه دیگری نیز به دیوان عالی کشور پیرامون بخش اصلی پرونده موسوم به بند «د» نوشت و آن را یک فاجعهٔ ملّی خواند. وی در این نامه سعید مرتضوی را متهم کرد که خود یک سند محرمانه را جعل کرده و به عنوان سند کشف شده از منزل عبدی در پرونده‌اش قرار داده است.
حسین قاضیان نیز یک سال بعد و پس از تبرئه و آزادی از زندان به دلیل تداوم یافتن فشارها از طرف دادستان تهران بخش‌هایی از آنچه را بر او رفته بوده است، منتشر ساخت. تلاش برای اعتراف‌گیری علیه سایر رهبران اصلاح‌طلب، تهدید به بازداشت اعضای خانواده، متهم کردن به اتهامات جنسی و مخدوش بودن رویه قانونی بازداشت در کنار سایر شکنجه‌های جسمی و روحی به سرپرستی سعید مرتضوی از مشترکات نامه عبدی و حسین قاضیان بود.

## حواشی و واکنش‌ها

### واکنش به ناپاک و انحرافی بودن خود
سید احمد علم‌الهدی در یکی از سخنرانی‌های خود عباس عبدی را ناپاک و انحرافی و فاصله گرفتن از اصل نظام توصیف می‌کند. در بخشی از آن می‌گوید: «منطق رضا پهلوی، موجود ناپاک جریان ارتجاع که می‌گوید مسئله سلطنت برگردد و تکرار شود، اخیرأ در یکی از اظهاراتش گفته مردم رفراندوم کنند که آیا حکومت را با دین می‌خواهند یا بی‌دین؛ یک عنصر انحرافی شاغل در فتنه ۸۸ و زاویه‌دار با رهبری، عباس عبدی نیز اظهار می‌کند امروز در مردم رفراندوم کنیم که آیا مردم حکومت لیبرال دموکراسی می‌خواهند یا حکومت دینی که در رأسش ولایت فقیه باشد، این هم منطق یک فرصت‌طلب.»
عباس عبدی دربارهٔ انحرافی بودن خود توضیح می‌دهد: «دربارهٔ اتفاقات ۸۸ فارغ از ماهیت آن، نظرات بنده روشن است و در این مورد از منشی‌های خود بخواهید که آن‌ها را در کانال تلگرامی بنده یافته و در اختیار قرار دهند. دربارهٔ زاویه با مقام رهبری هم باید عرض کرد که نه ایشان زاویه داشتن را محکوم کرده و نه اینکه از سوی افرادی که خود را بدون زاویه با رهبری می‌دانند، خیری به این جایگاه می‌رسد.»

### انتقاد به سرود سلام فرمانده
عباس عبدی در انتقادی به سرود سلام فرمانده می‌نویسد: «از آنجا که نظام نتوانست از طریق سازوکارهای مدنی مثل انتخابات در فرایند ادغام اجتماعی شرکت کنند و نظام آموزشی هم ویران‌تر از آن بود که چنین نقشی را ایفا کند، لذا اکنون با نسل دهه هشتادی مواجه هستیم که حکومت قادر نیست آن را کنترل کند و طرفداران حکومت با نادیده گرفتن واقعیت، خود را با ساختن سرود سلام فرمانده سرگرم کرده‌اند؛ گویی سرود جای واقعیت می‌نشیند. در هر حال یک احتمال دارد که دیر یا زود این آتش نیز خاموش شود. قطعاً زمانی خواهد رسید که این آتش خاموش نشود، ولی در هر صورت هزینه‌های آن گریبان همه را خواهد گرفت. آیا باز هم پشت گوش خواهید انداخت یا این بار برای اصلاحات اساسی‌تر آماده می‌شوید؟»

### واکنش به قتل مهسا امینی
عبدی در واکنش به کشته شدن مهسا امینی بارها به حکومت توصیه کرد که نظام از حجاب عقب‌نشینی کند. همچنین تأکید کرد که نظام در همه حال همهٔ حقوق زنان را نادیده می‌گیرد. در یکی از واکنش‌های او به کشته شدن مهسا امینی می‌گوید: «دربارهٔ خانم مهسا امینی چه باید گفت؟ نه قانونش مربوط مطابق خواست عمومی است و نه در اجرا می‌توانند متعادل رفتار کنند.» همچنین به رئیسی توصیه کرد که تماس گرفتن و همدردی با خانوادهٔ فوت‌شده، کافی نیست و باید از موضع خود دربارهٔ حجاب عقب‌نشینی کند.

### واکنش‌های سیاسی و اقتصادی
عبدی از منتقدان دولت ابراهیم رئیسی و کارآمدی آن در افزایش حقوق کارگران و مشکلات معیشتی مردم است.